# 普罗斯珀·德·巴朗特

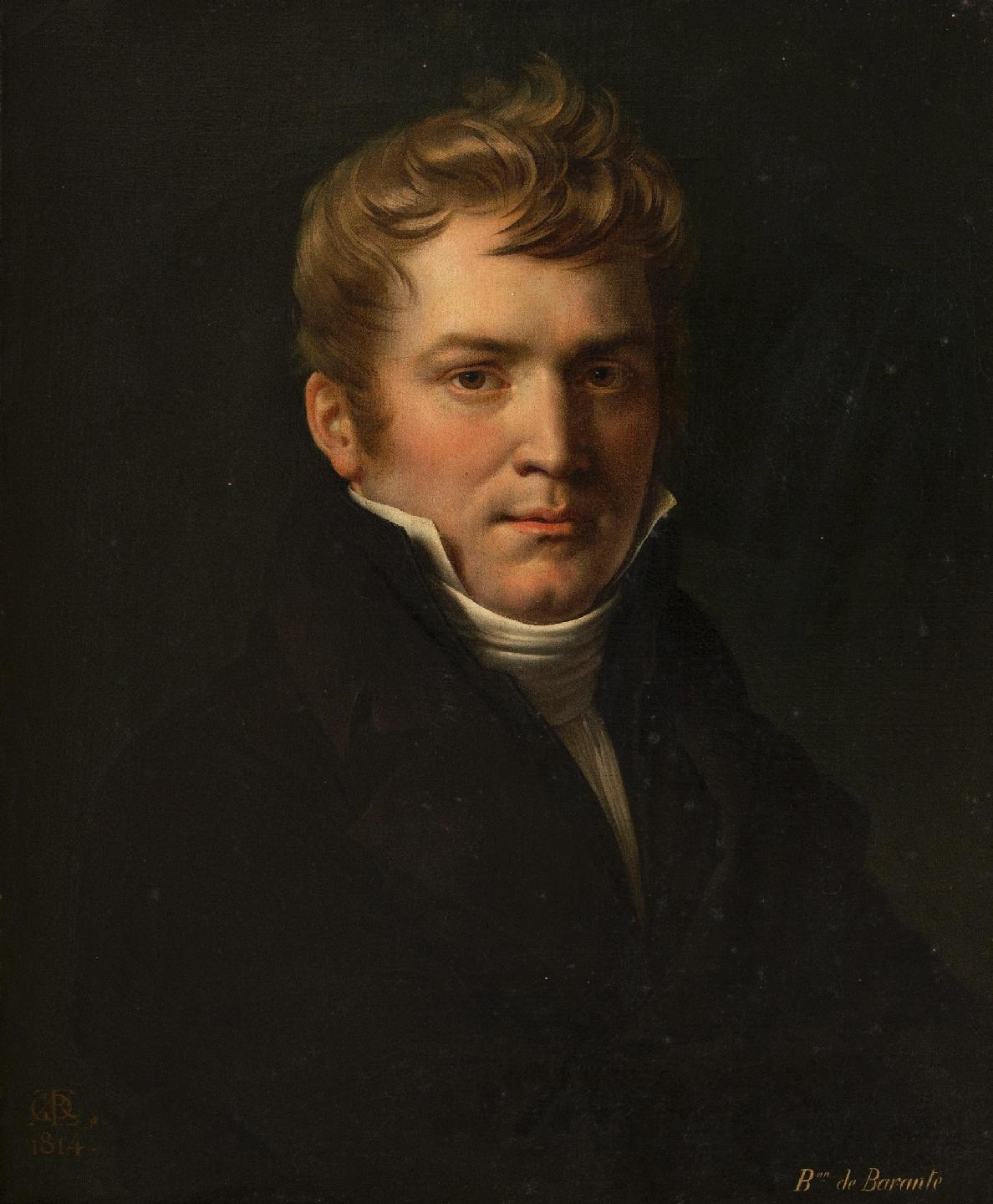
普罗斯珀·德·巴朗特

普罗斯珀·德·巴朗特（法語：Prosper de Barante；1782年6月10日—1866年11月22日），法国政治家、史学家，1828年成为法兰西学术院第33号院士。
他倡导用报告文学方式写历史。
代表作有《瓦卢瓦王朝勃艮第公爵史：1364-1482》。